# Eldticka
Eldticka (Phellinus igniarius) är en svamp i den polyfyletiska gruppen tickor, i eldtickesläktet i familjen Hymenochaetaceae. Arten parasiterar på sälg och björk. 

## Utbredning
Eldtickan förekommer i alla världsdelar utom Antarktis.

## Fnöske
Eldtickan har använts vid framställning av fnöske, även om fnösktickan är den art som förknippas med fnösktillverkning. Fnöske är ett läderaktigt, lättantändligt material som framför allt framställts från olika tickor, men även annat liknande material. Fnösket har huvudsakligen haft tre användningsområden: eldslagning, sjukvård och kläder, men har främst förknippats med eldmakande.

## Växtfärgning
Eldtickan färgar garn i färger från citrongult till ljusorange beroende på betningmedel.

## Namnet
Eldtickan har fått sitt namn av att den förr i tiden också användes för att hålla elden vid liv över natten genom att låta en ticka ligga och glöda. Den brinner mycket långsamt. När elden nästan brunnit ut på kvällen lades en eldticka på härden och fick ligga och glöda under natten. Nästa morgon behövde man bara lägga på nytt bränsle och blåsa på eldtickan för att väcka elden till liv.
Eldtickan är en av tre svenska arter som haft denna funktion. De andra arterna, som också tillhör eldtickesläktet, är björkeldticka (Phellinus lundellii) och svart eldticka (Phellinus nigricans).

## Bildgalleri

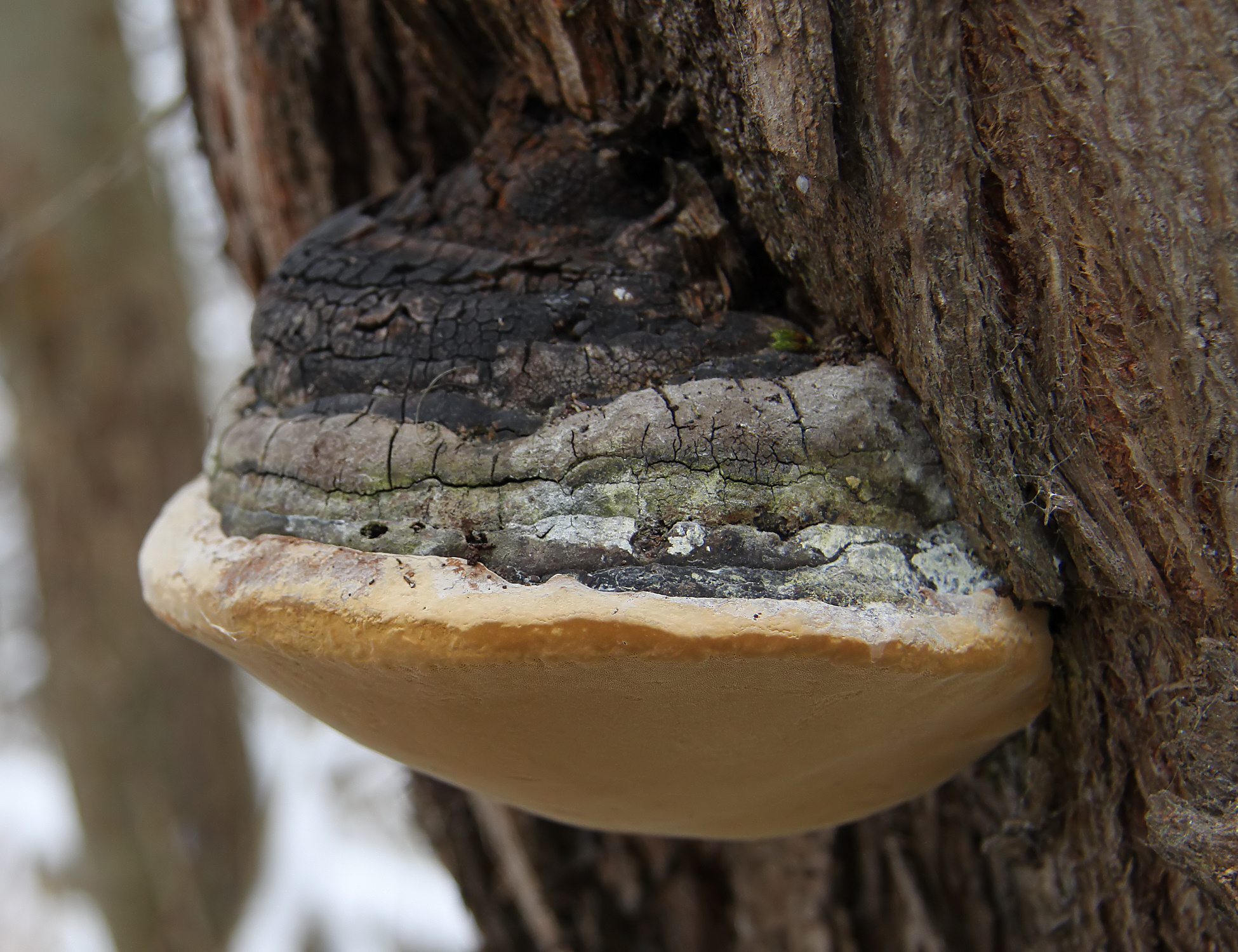
Eldticka fotograferad på vintern i Tjeckien
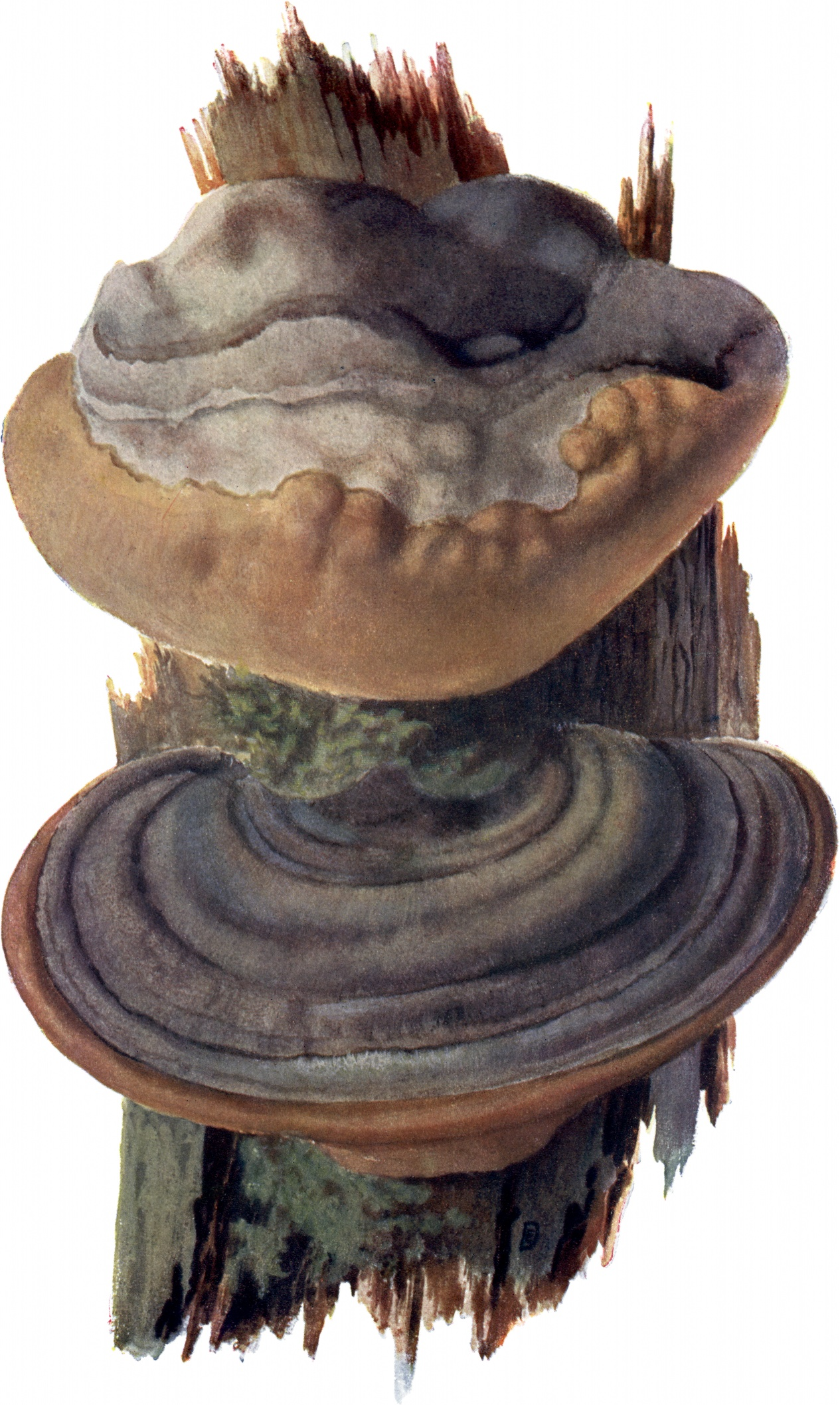
Illustration i Schmeils vetenskapsatlas
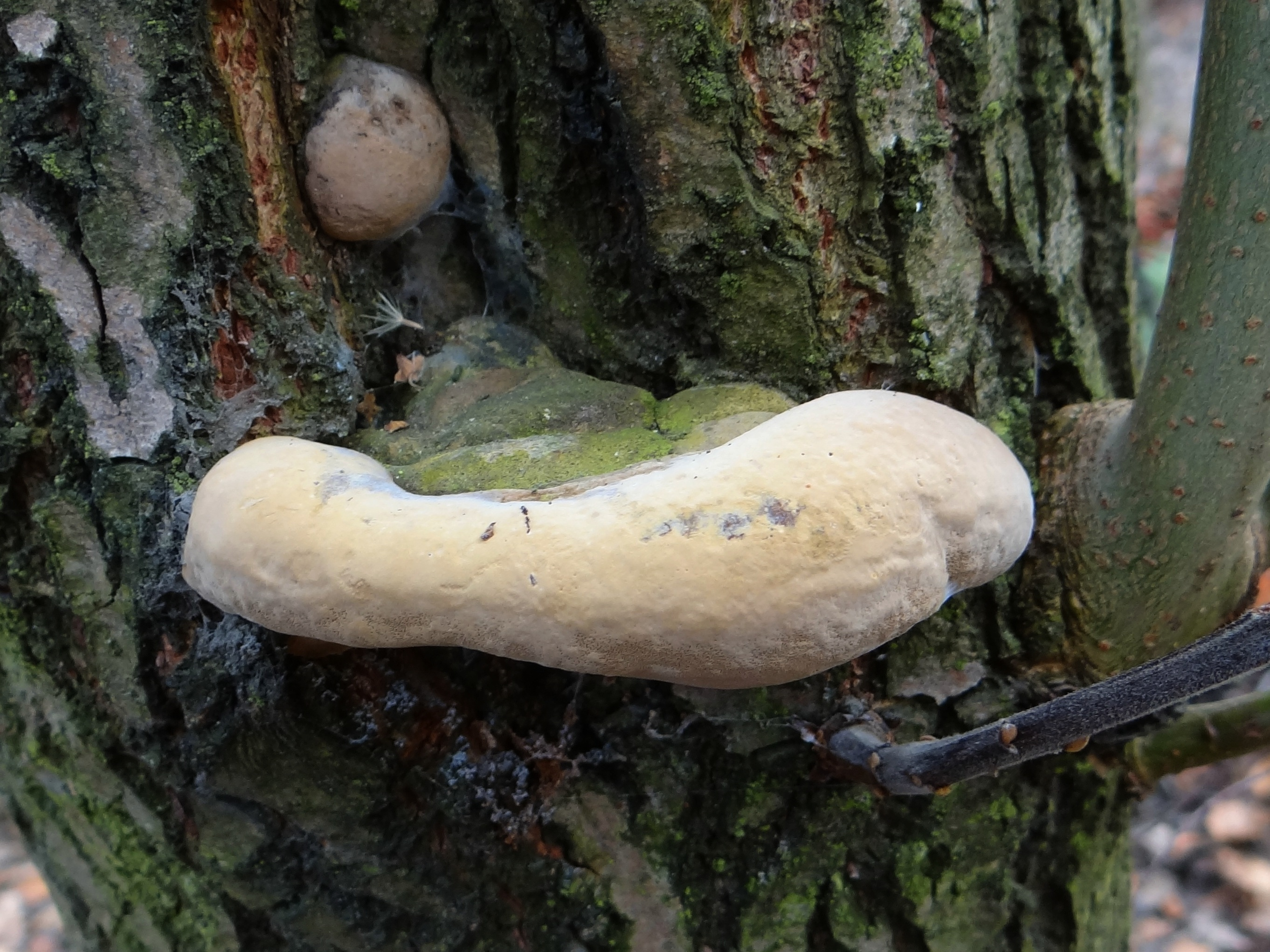
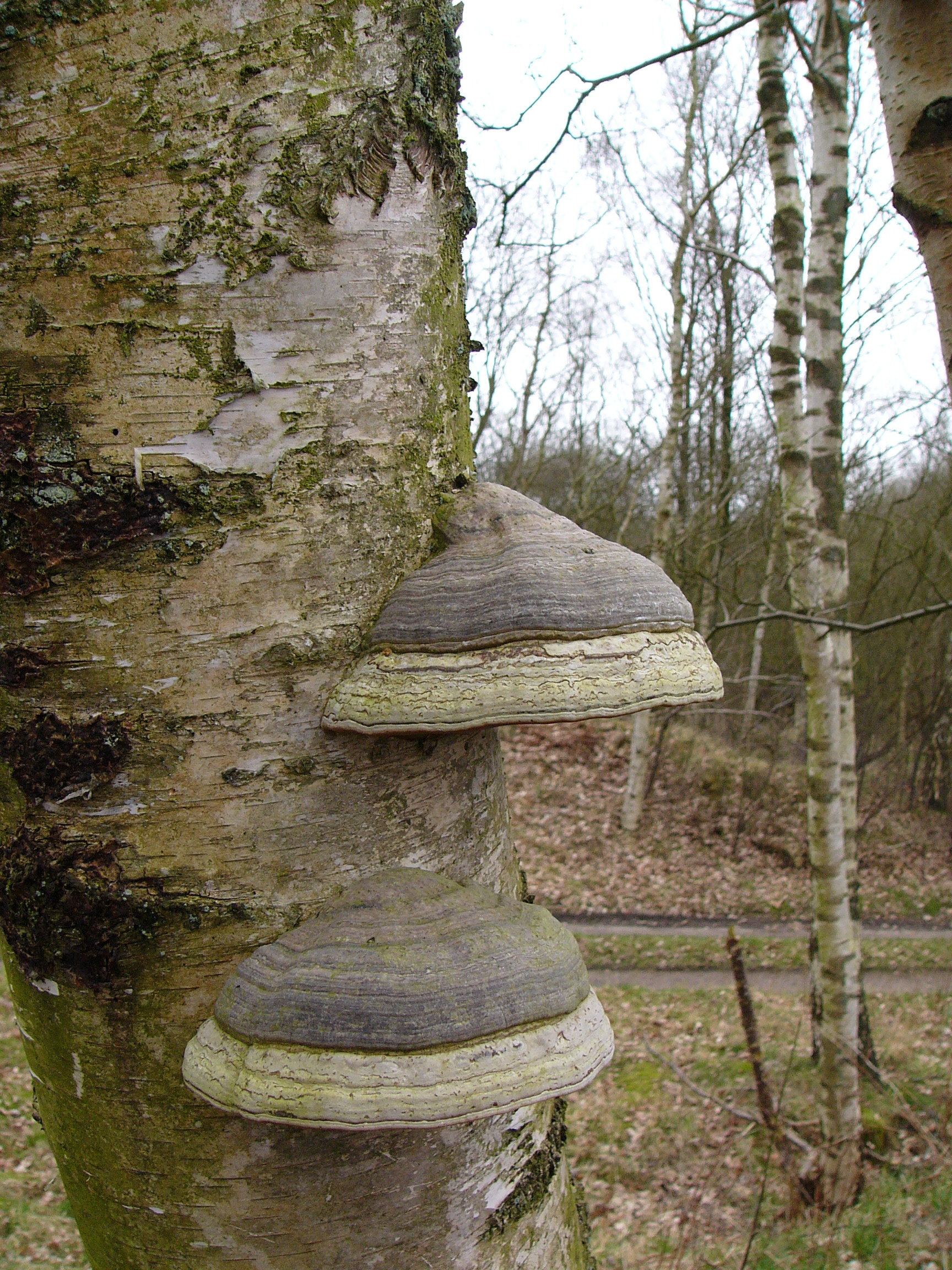
Eldticka på björk
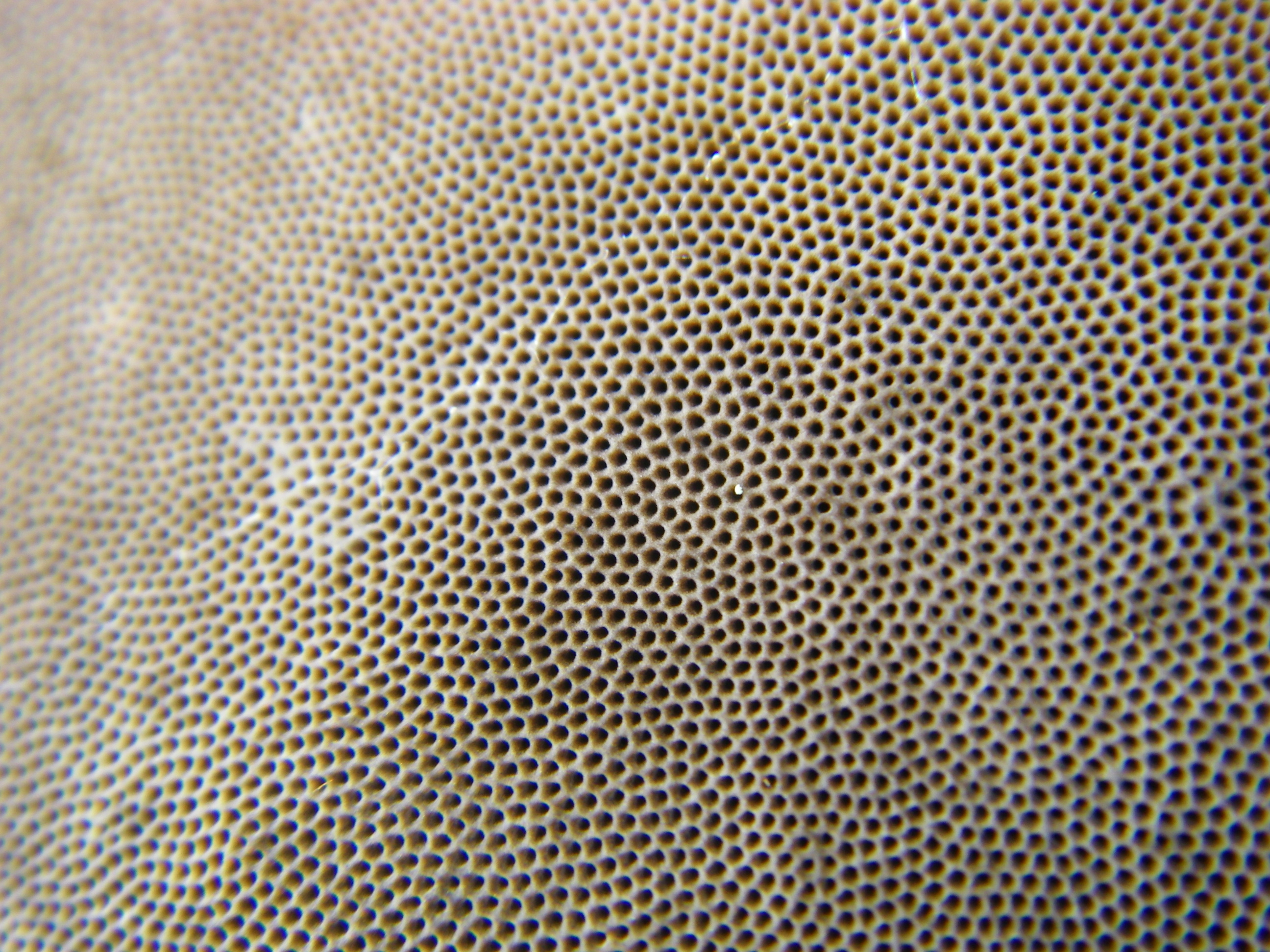
Förstoring av porer på undersidan av eldticka
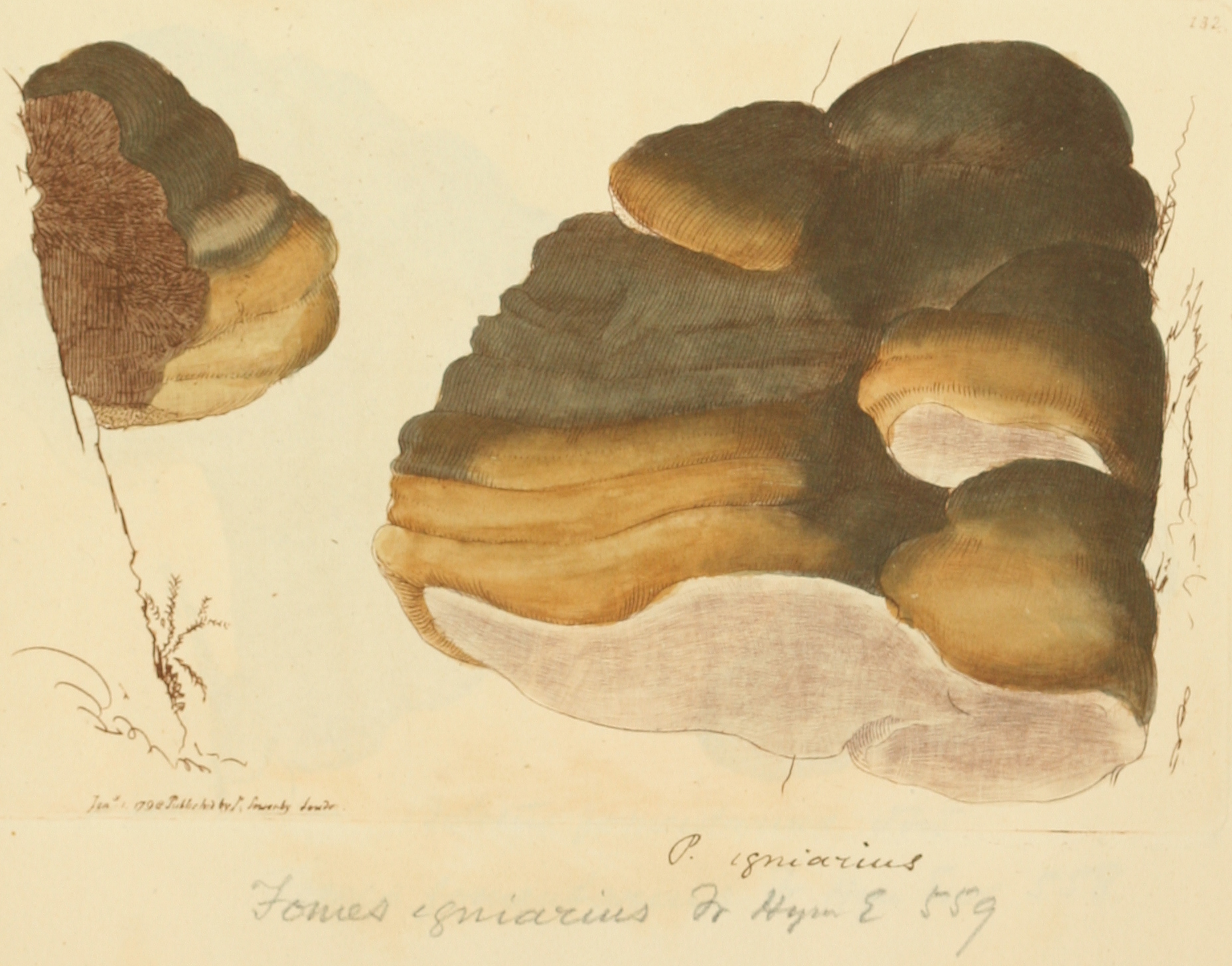
Illustration i James Sowerbys verk “English Fungi or Mushrooms” publicerad 1797–1809